# Spilomena
Spilomena is een geslacht van vliesvleugelige insecten van de familie van de graafwespen (Crabronidae).

## Soorten
- S. beata Bluthgen, 1953
- S. canariensis Bischoff, 1937
- S. curruca (Dahlbom, 1844)
- S. differens Bluthgen, 1953
- S. enslini Bluthgen, 1953
- S. mocsaryi Kohl, 1898
- S. punctatissima Bluthgen, 1953
- S. troglodytes (Vander Linden, 1829)
- S. valkeilai Vikberg, 2000